# Fauske
Fauske (fil) (lulesamiska: Fuossko, nordsamiska: Fuoiskku) är en stad och tätort som utgör centralort i Fauske kommun i Nordland fylke i norra Norge.
I Fauske inrättade Svenska Röda korset 1945 ett sjukhus främst riktat till de ryska krigsfångar som den nazityska ockupationsmakten anlitat för byggandet av Nordlandsbanen.